# カユンガ県

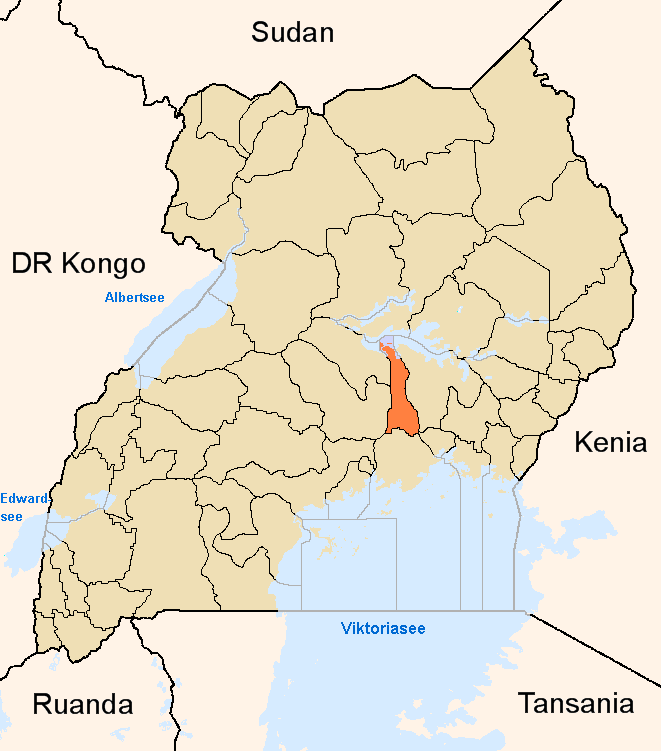
カユンガ県と2001年から2005年の県境

カユンガ県 (カユンガけん、Kayunga District) はウガンダ中南部、ブガンダ北東部の県。カンパラの北東約70km、セジブワ川 (Sezibwa) と白ナイル川の間にあり北はキオガ湖の南西部である。1894年にブニョロからブガンダに奪われた地域の最東部のブゲレレにほぼ等しい。ブゲレレはセメイ・カクングルの領地とされ、1901年にはブゲレレ郡が置かれ、首長はムゲレレとされた。
カユンガ県は2000年12月に南のムコノ県からバーレ郡とンテンジェル郡が分割されて設置された。面積は 1810km²で、北のバーレ郡に4、南のンテンジェル郡にカユンガTCを含め5の9副郡に61の教区が置かれている。最北部にはカクングルにより築かれたガリラヤ砦の名残でガリラヤ副郡がある。2002年の国勢調査人口は 297,081 人、2008年度の概算人口は 328,806 人。コーヒーが主な商品作物で、バナナ、サツマイモ、キャッサバなどが栽培される。知事に相当する第5地域議会 (LC5) 議長は選挙で選ばれたトマス・ムロンドが逮捕されたため、2008年12月以降は議長代理のボニファス・バンディクビ（ボネファンシ・バンダクビ）。

## 隣接する県
北西にナカソンゴラ県、西にルウェロ県、北にランゴ地方のアモラタル県、東にブソガのカムリ県、南東にジンジャ県と接する。

## 脚註
1. ↑  長島信弘「セメイ・L・カクングル : そのガンダ王国時代」『一橋論叢』第73巻第4号、日本評論社、1975年4月、354-373頁、doi:10.15057/1807、hdl:10086/1807、ISSN 0018-2818、CRID 1390572174818226816。